# MTV Movie Awards México 2003
La 1ª edizione degli MTV Movie Awards México si è tenuta il 28 maggio 2003   a El Box, nella Città del Messico, ed è stata presentata da José María Yazpik e Patricia Llaca.

## Vincitori e candidati
I vincitori sono indicati in grassetto.

### Miglior attore (Actor Favorito)
- Gael García Bernal - Il crimine di padre Amaro (El crimen del padre Amaro)
- Luis Fernando Peña - Amar te duele (Amar te duele)
- Kuno Becker - La hija del caníbal (La hija del caníbal)
- Miguel Rodarte - El tigre de Santa Julia (El tigre de Santa Julia)

### Miglior attrice (Actriz Favorita)
- Martha Higareda - Amar te duele (Amar te duele)
- Ana Claudia Talancón - Il crimine di padre Amaro (El crimen del padre Amaro)
- Fabiola Campomanes - Francisca (Francisca)
- Irán Castillo - El tigre de Santa Julia (El tigre de Santa Julia)

### Miglior canzone per un film (Mejor Rola Peliculera)
- Amarte Duele, musica e testo di Natalia Lafourcade - Amar te duele (Amar te duele)
- La Velocidad Exacta, musica e testo di Los Nena - Francisca (Francisca)
- Canibal, musica e testo di Kinky - La hija del caníbal (La hija del caníbal)
- Hiéreme, musica e testo di La Verbena Popular - El tigre de Santa Julia (El tigre de Santa Julia)

### Miglior Bichir in un film (Mejor Bichir en una Película)
- Demián Bichir - Nessuna notizia da Dio (Sin noticias de Dios)
- Bruno Bichir - Ciudades oscuras (Ciudades oscuras)
- Demián Bichir - Ciudades oscuras (Ciudades oscuras)
- Odiseo Bichir - Ciudades oscuras (Ciudades oscuras)
- Bruno Bichir - Nessuna notizia da Dio (Sin noticias de Dios)

### Miglior film (Película Favorita)
- Amar te duele (Amar te duele)
- Ciudades oscuras (Ciudades oscuras)
- Il crimine di padre Amaro (El crimen del padre Amaro)
- Francisca (Francisca)
- La habitación azul (La habitación azul)

### Scena più sexy (Mejor Secuencia Cachonda)
- Miguel Rodarte - El tigre de Santa Julia (El tigre de Santa Julia)
- Martha Higareda - Amar te duele (Amar te duele)
- Ana Claudia Talancón e Gael García Bernal - Il crimine di padre Amaro (El crimen del padre Amaro)
- Patricia Llaca e Juan Manuel Bernal - La habitación azul (La habitación azul)

### Miglior cattivo (Villano Favorito)
- Alfonso Herrera - Amar te duele (Amar te duele)
- Jesús Ochoa - Ciudades oscuras (Ciudades oscuras)
- Luisa Huertas - Il crimine di padre Amaro (El crimen del padre Amaro)
- Alberto Parra - El tigre de Santa Julia (El tigre de Santa Julia)
- Alejandro Camacho - Zurdo (Zurdo)

### Premio speciale
- Santo (per la carriera)
- Fernando Eimbcke - Temporada de patos (Temporada de patos) (per il miglior regista promettente)